# NGC 4818
NGC 4818 est une galaxie spirale intermédiaire située dans la constellation de la Vierge. Sa vitesse par rapport au fond diffus cosmologique est de 1 398 ± 39 km/s, ce qui correspond à une distance de Hubble de 20,6 ± 1,6 Mpc (∼67,2 millions d'al). NGC 4818 a été découverte par l'astronome germano-britannique William Herschel en 1786.

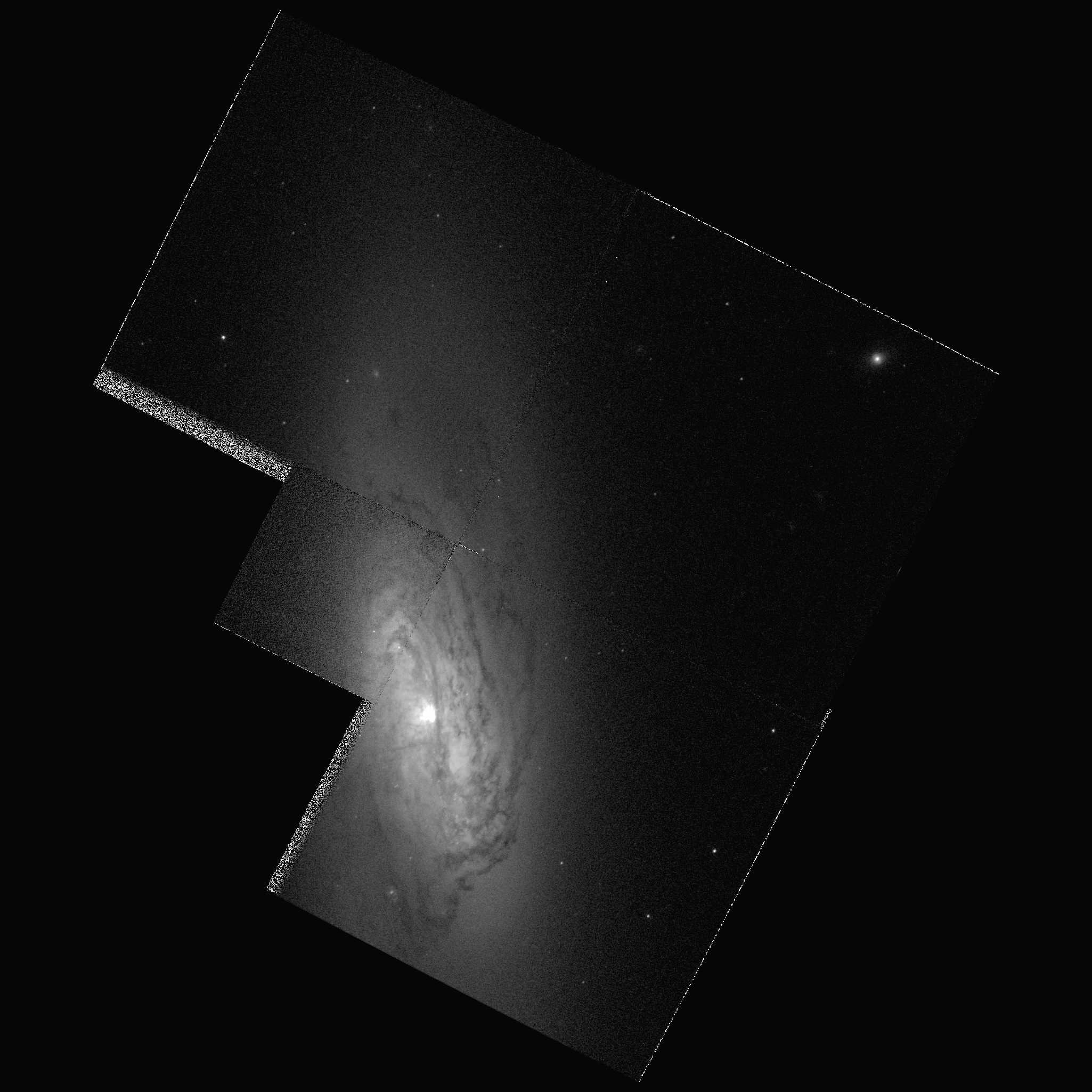
NGC 4818 par le télescope spatial Hubble.

La classe de luminosité de NGC 4818 est I-II et elle présente une large raie HI. C'est aussi une galaxie à sursaut de formation d'étoiles. La luminosité de la galaxie NGC 4818 dans l'infrarouge lointain (de 40 à 400 µm)  est égale à 3,72 × 109 {\displaystyle L_{\odot }} (109,57{\displaystyle L_{\odot }}) et sa luminosité totale dans l'infrarouge (de 8 à 1 000 µm) est de 5,62 × 109 {\displaystyle L_{\odot }} (109,75{\displaystyle L_{\odot }}).

## Morphologie
NGC 4818 a été utilisée par Gérard de Vaucouleurs comme une galaxie de type morphologique I0/SB0 pec dans son atlas des galaxies,.
Eskridge, Frogel et Pogge ont publié un article en 2002 décrivant la morphologie de 205 galaxies spirales ou lenticulaires rapprochées. Les observations ont été réalisées dans la bande H de l'infrarouge et dans la bande B (le bleu). Selon Eskridge et ses collègues, NGC 4818 est de type  S pec dans la bande B et de type SB0/a dans la bande H. NGC 4818 présene une source nucléaire ponctuelle et brillante qui est intégrée dans un bulbe elliptique. Le bulbe est traversé par une barre. L'angle de position de la barre par rapport au grand axe du bulbe est d'environ 30°. Une autre description possible est qu'il y a des bras spiraux courts et très lâches émanant du bulbe. À une luminosité de surface inférieure, ces bras semblent être semblent être simplemant être un renflement à l'angle de position de la barre. À des niveaux de luminosité de surface encore plus faibles, cette structure interne est intégrée dans un disque faible. L'angle de position du disque est aligné avec celui du bulbe, mais pas avec les isophotes de la barre/renflement extérieurs. Il existe des indices d'un contraste large et très faible de caractéristiques en spirale dans le disque.

## Distance de NGC 4818
À ce jour, sept mesures non basées sur le décalage vers le rouge (redshift) donnent une distance de 13,857 ± 4,351 Mpc (∼45,2 millions d'al), ce qui est à l'extérieur des valeurs de la distance de Hubble.
Cependant, cette galaxie est relativement rapprochée du Groupe local. On obtient souvent des distances assez différentes pour les galaxies rapprochées en se basant sur le décalage en raison du mouvement propre de ces galaxies dans le groupe où l'amas où elles sont situées. Cette valeur est peut-être plus près de la distance réelle de cette galaxie. Notons que c'est avec la valeur moyenne des mesures indépendantes, lorsqu'elles existent, que la base de données NASA/IPAC calcule le diamètre d'une galaxie.

## Groupe de NGC 4699
Selon A.M. Garcia, NGC 4818 fait partie du groupe de NGC 4699. Ce groupe de galaxies compte au moins 15 galaxies. Les autres galaxies du New General Catalogue sont NGC 4699, NGC 4700, NGC 4722, NGC 4742, NGC 4781, NGC 4790 et NGC 4804 (NGC 4802 dans l'article).
Le groupe de NGC 4699 fait partie de l'amas de la Vierge II, un amas situé à la frontière sud de l'amas de la Vierge. Cet amas fait partie du superamas de la Vierge.
Comme plusieurs galaxies de l'amas de la Vierge II, certaines galaxies du groupe de NGC 4699 présentent des distances de Hubble fort différentes des distances obtenues par des méthodes indépendantes du décalage vers le rouge. Sauf pour NGC 4722, les distances indépendantes sont toutes inférieures aux distances de Hubble. La distance moyenne des galaxies présentant trois mesures ou plus par des méthodes indépendantes du décalage est de 16,2 ± 5,4 Mpc (∼52,8 millions d'al) et la moyenne des distances de Hubble est de 23,8 ± 2,8 Mpc (∼77,6 millions d'al). Ce groupe semble donc s'éloigner de la Voie lactée à une vitesse supérieure à celle que lui procurerait l'expansion de l'Univers.